# Maurice Lasaygues
Maurice Lasaygues est un auteur dramatique français né le 11 février 1920 à Paris XIIIe et décédé le 24 janvier 1991.

## Biographie
Fils d'un employé des P.T.T. et d'une mère au foyer, il débute comme employé dans un théâtre, puis devient administrateur de  l’Atelier de Barsacq.
Il écrit à partir de 1968 avec son ami Jean-Jacques Bricaire rencontré en 1947 de nombreuses pièces représentées à Paris, en tournée, à l'étranger, et aussi à plusieurs reprises à la télévision en particulier dans l'émission Au théâtre ce soir.

## Théâtre
- 1968 : Le Grand Zèbre[5], en collaboration avec Jean-Jacques Bricaire, avec Rosy Varte et Pierre Doris, Théâtre des Variétés[6]
- 1972 : Folie douce de Jean-Jacques Bricaire et Maurice Lasaygues, Théâtre Marigny
- 1973 : L'Honneur des Cipolino de Jean-Jacques Bricaire et Maurice Lasaygues, mise en scène Michel Roux, Théâtre Fontaine
- 1979 : Comédie pour un meurtre, metteur en scène : Dominique Nohain, Théâtre Tristan-Bernard
- 1984 : La Berlue ou le Masculin singulier, metteur en scène : René Clermont, Théâtre Marigny
- 1987 : La Menteuse de Jean-Jacques Bricaire et Maurice Lasaygues, mise en scène René Clermont, Théâtre Marigny
- 1987 : La Galipette (adaptation)

## Télévision
- 1973 : Folie douce
- 1974 : L'Honneur des Cipolino
- 1978 : Les Deux Vierges
- 1981 : Comédie pour un meurtre
- 1983 : Et ta sœur ?
- 1986 : La Berlue
- 1990 : La Menteuse